# Shūgorō Yamamoto
Shūgorō Yamamoto (山本 周五郎 Yamamoto Shūgorō?,  n. 22 iunie 1903, Otsuki, Prefectura Yamanashi, Japonia – d. 14 februarie 1967, Yokohama, Japonia) a fost pseudonimul lui Satomu Shimizu (清水 三十六 Shimizu Satomu?), un romancier și nuvelist japonez activ în era Shōwa a Japoniei. El este cunoscut ca autor al unor opere literare populare și pentru că a publicat lucrări sub cel puțin paisprezece pseudonime diferite.

## Tinerețe
Yamamoto s-a născut în orașul Hirosato (redenumit în 1933 Otsuki) din prefectura Yamanashi, într-o familie săracă. A fost nevoit să abandoneze studiile la școala secundară din cauza lipsei banilor și s-a angajat în 1917 la un anticariat. Proprietarul anticariatului, Shūgorō Yamamoto, i-a permis lui Shimizu să-și continue studiile pe cont propriu și l-a găzduit într-o cameră aflată deasupra magazinului, de aceea Shimizu a luat ca pseudonim literar numele binefăcătorului său. Când magazinul a fost distrus în urma cutremurului din Tokio din 1923, Shimizu a plecat în districtul Kansai, unde a lucrat ca jurnalist, dar s-a întors în anul următor la Tokio și a acceptat un loc de muncă la un magazin.

## Cariera literară
Yamamoto a debutat în cariera literară cu o povestire intitulată Suma-dera Fukin („Templul Suma și împrejurimile sale”, 1925), care fost publicată în foileton în revista literară Bungeishunjū. A scris apoi o piesă de teatru în trei acte, intitulată Horinji iki, care a fost publicată în 1926. Primele sale scrieri erau adresate în primul rând copiilor. În 1932 a publicat volumul de povestiri Dadara Dambei, care nu a primit prea mare atenție din partea lumii literare, așa că Yamamoto a continuat să scrie ficțiune istorică populară și romane polițiste adresate mai ales tinerilor. În timpul războiului a scris o serie de povestiri cu samurai (1940-1945) și povești despre femeile eroine din istoria Japoniei (1942-1945), ambele teme fiind potrivite pentru statul japonez aflat în plin război. Romanul Nihon Fujin Fudoki („Viețile marilor femei japoneze”) a fost foarte popular și a fost distins în 1943 cu Premiul Naoki, unul dintre cele mai prestigioase premii literare ale Japoniei, dar Yamamoto a refuzat să-l accepte, afirmând modest că „scrierile sale populare” nu ar trebui considerate „literatură”.
Preferința sa pentru scrierile cu tematică istorică a continuat în epoca postbelică, cu Hanamushiro („Covorul de flori”, 1948), Momi no ki wa nokotta („Brazii rămân”, 1954-1958) și Aobeka monogatari („Această mulțime înnebunită”, 1960). Lucrările sale sunt caracterizate printr-o simpatie accentuată pentru persoanele necăjite, o ostilitate față de autorități și un omagiu adus virtuților tradiționale ale poporului japonez.
Multe dintre operele sale literare au fost ecranizate în filme de cinema sau seriale de televiziune. Akira Kurosawa a ecranizat trei scrieri ale lui Yamamoto: povestirea Nichinichi hei-an („Zile pașnice”) în filmul Sanjuro (1962), romanul Aka hi-ge shinryō Tan („Tratamentul dr. Barbă Roșie”) în filmul Barbă Roșie (1965) și volumul de povestiri Kisetsu no nai machi („Orașul fără anotimpuri”) în filmul Dodes'ka-den (1970), iar cineastul Takashi Miike i-a ecranizat romanul Sabu într-un film de televiziune omonim difuzat în 2002.
Yamamoto a murit la Yokohama de pneumonie acută, iar mormântul său se află în Cimitirul Public din Kamakura.

## In memoriam
Un premiu literar, intitulat Premiul Yamamoto Shūgorō, a fost instituit în 1987 cu ocazia aniversării a 20 de ani de la fondarea Societății Shinchō pentru Promovarea Artelor Litere (Shinchō Bungei Shinkō Kai). El este acordat anual unei opere noi de ficțiune considerată reprezentativă pentru arta povestirii. Câștigătorul primește un cadou comemorativ și un premiu în bani de 1 milion de yeni.

## Lucrări majore
- Viețile marilor femei japoneze (日本 婦 道 記, 1942–1945)
- Brazii rămân (樅 ノ 木 は 残 っ た, 1954–1958)
- Tratamentul dr. Barbă Roșie (赤 ひ げ 診療 譚, 1958)
- Poveștile lui Aobeka (青 べ か 物語, 1960)
- Orașul fără anotimpuri (季節 の な い 街, 1962)
- Sabu (さ ぶ, 1963)